# Aardpiramide

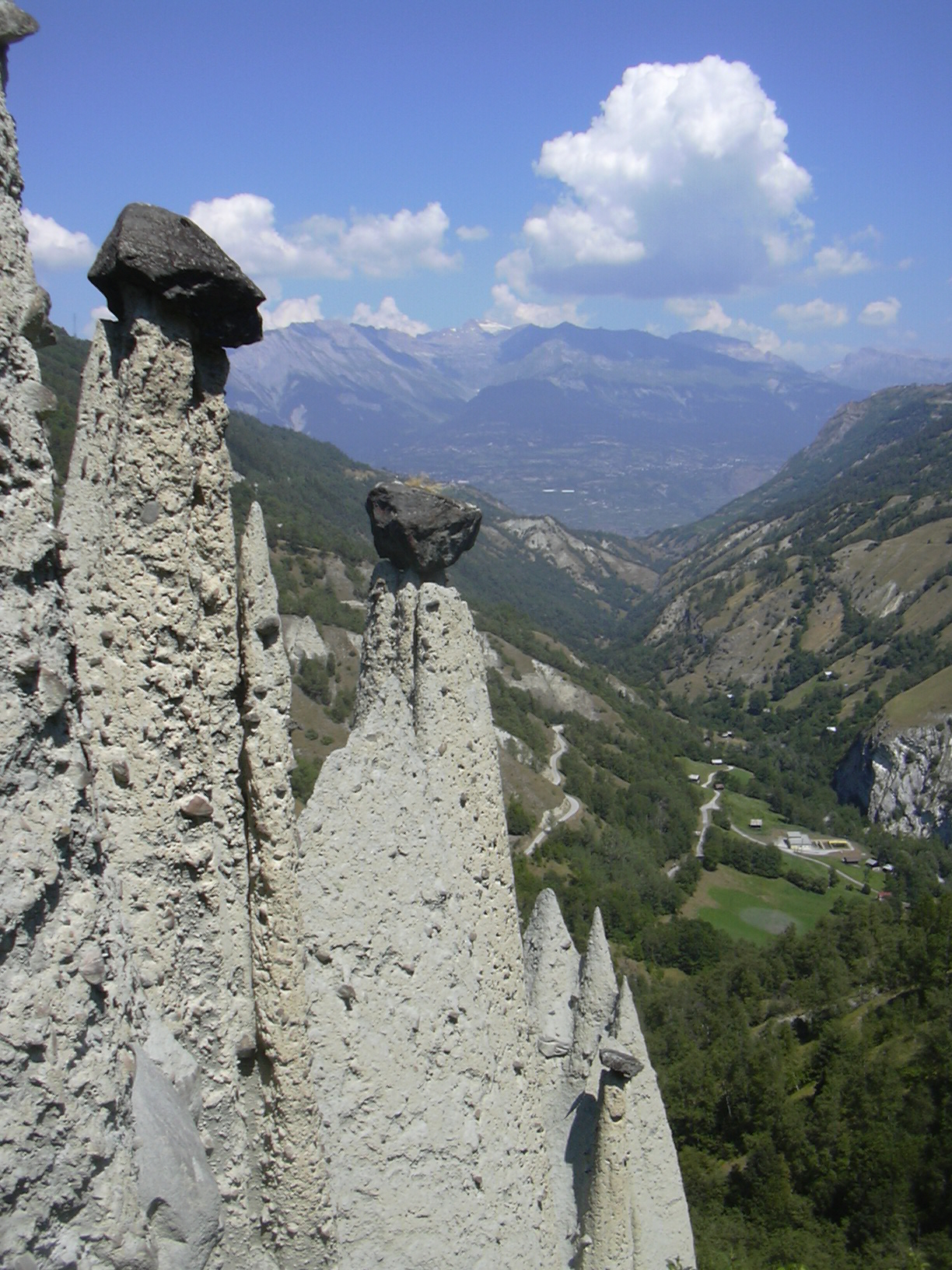
De aardpiramiden van Euseigne in Wallis

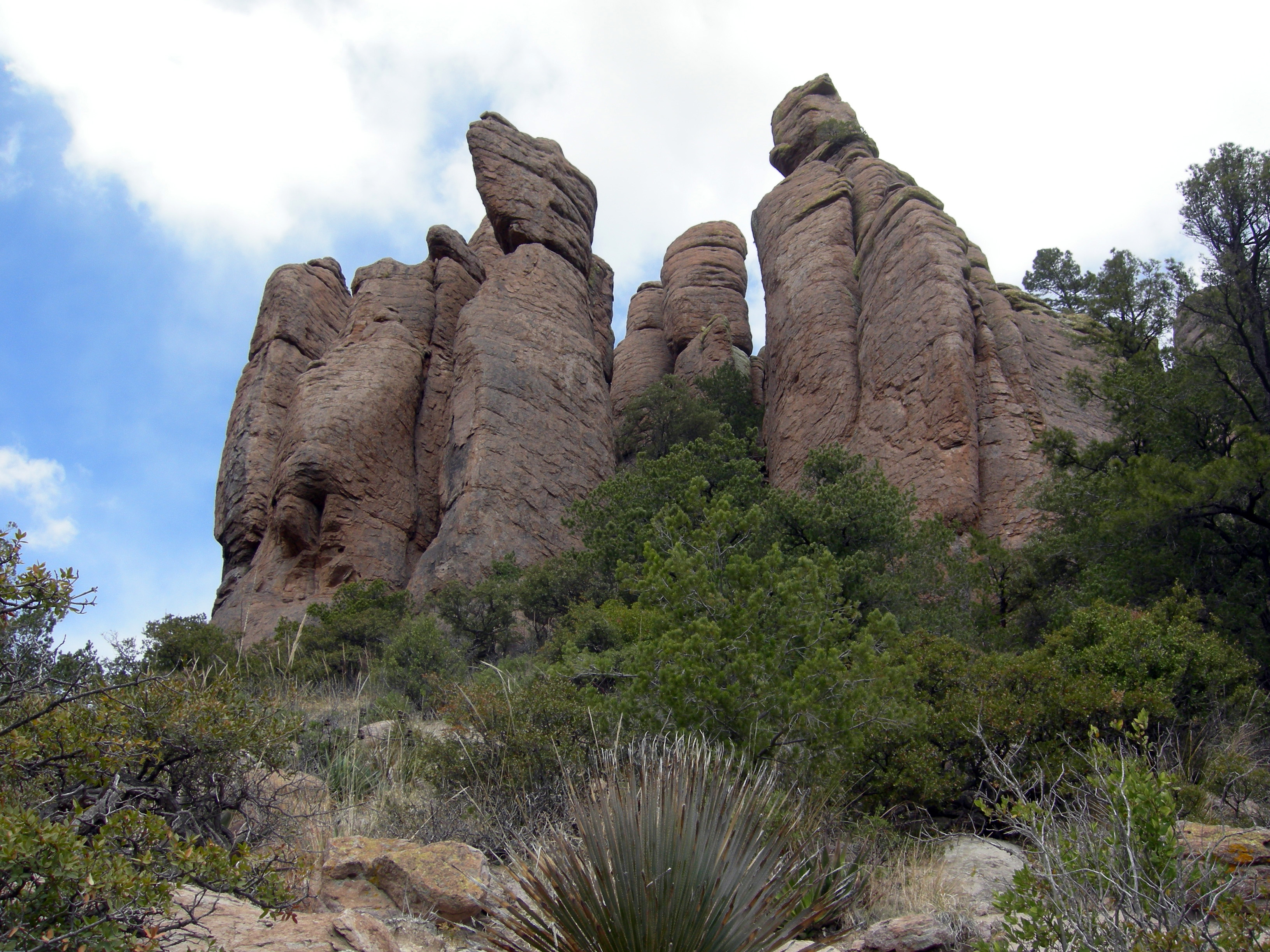
Het Chiricahua National Monument nabij het plaatsje Willcox in de Amerikaanse staat Arizona

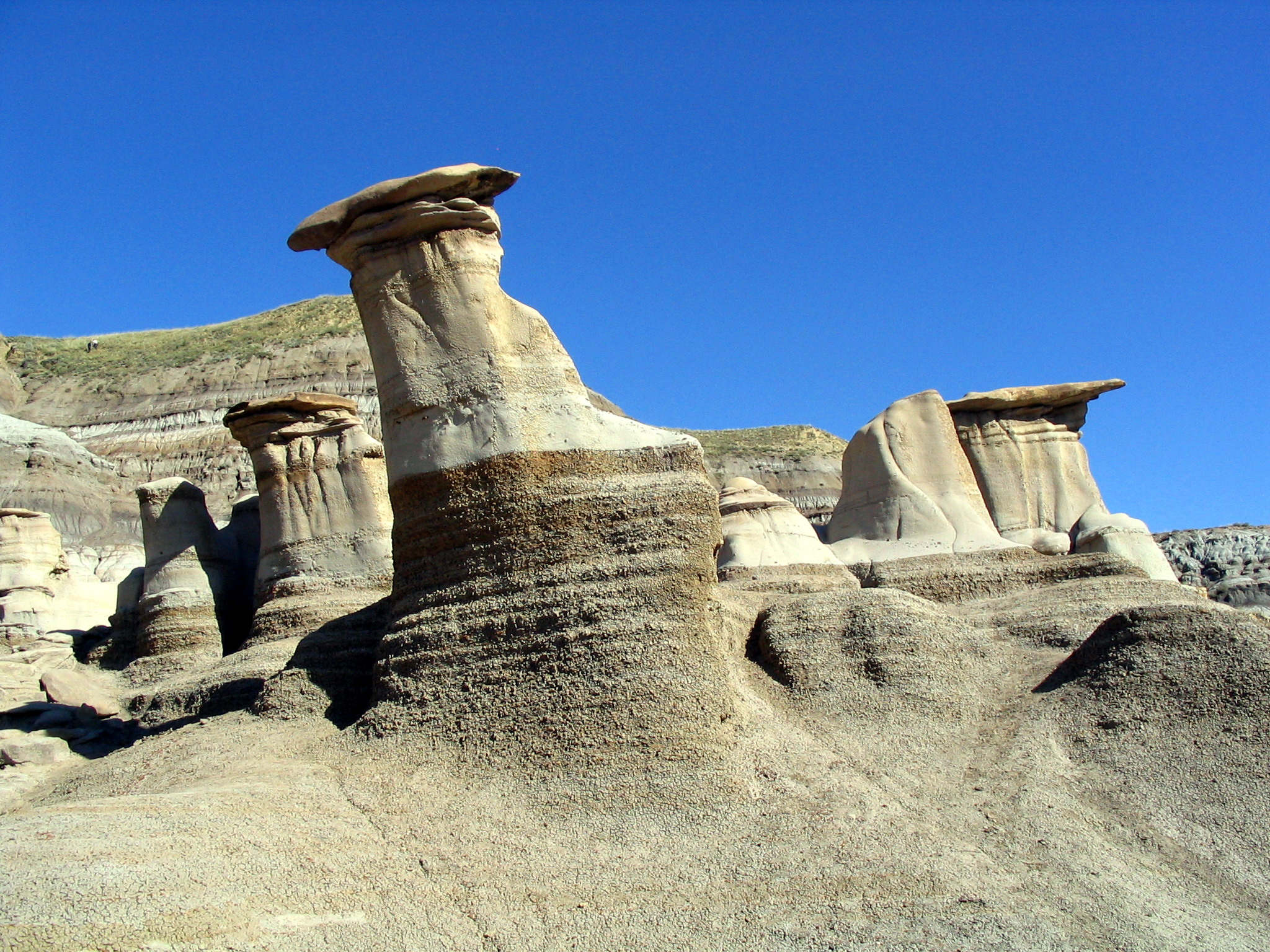
Hoodoos ten oosten van Drumheller in de Canadese provincie Alberta.

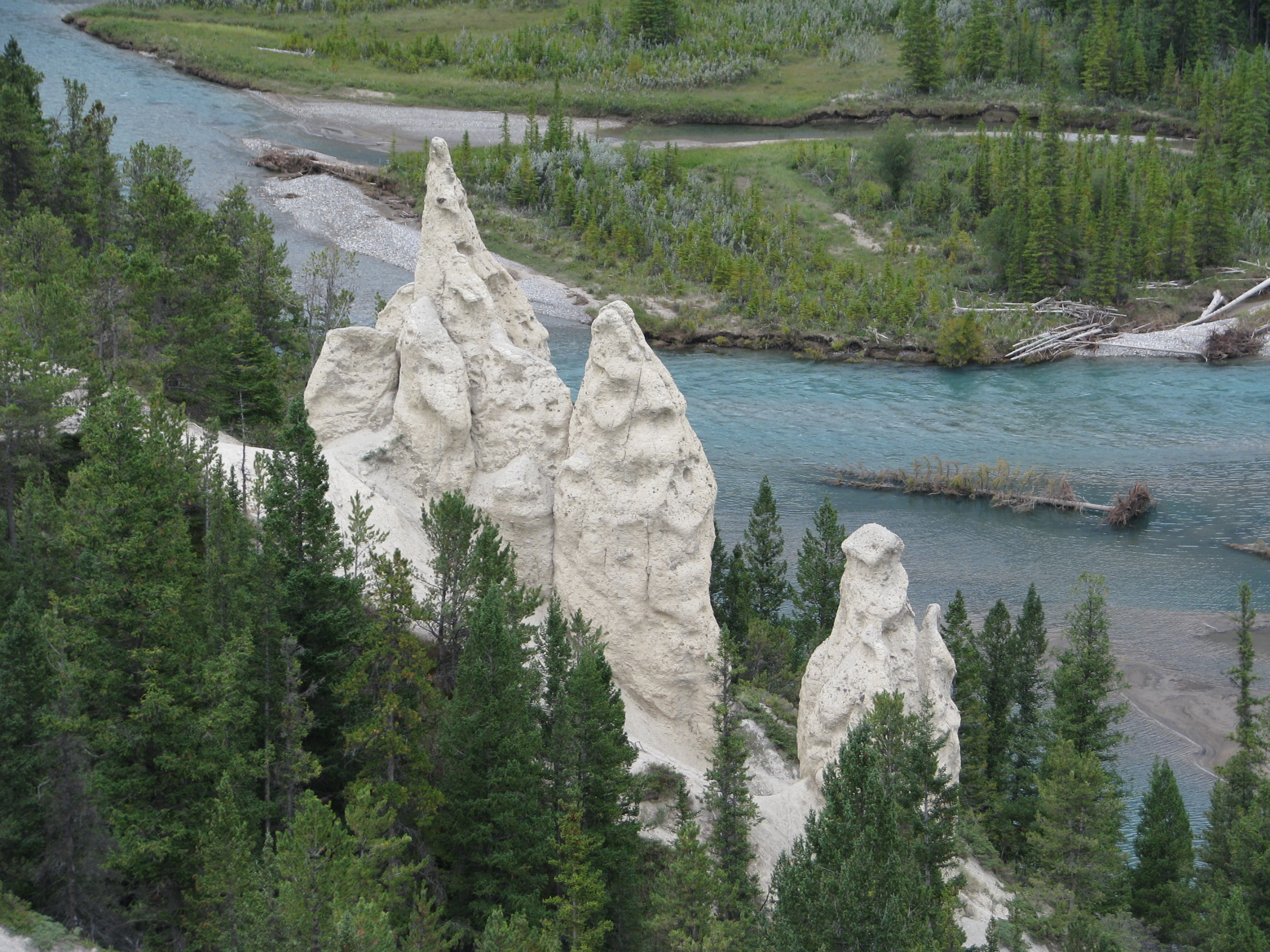
Hoodoos in Banff, Canada

Een aardpiramide, ook wel aardpijler genoemd en in de Verenigde Staten bekend als hoodoo, is een geologisch verschijnsel ontstaan door erosie.

## Ontstaan
Aardpiramides ontstaan op plaatsen met zachte gesteenten die bedekt zijn door hardere gesteenten in een omgeving waar veel erosie is. De erosie verwijdert het zachte gesteente behalve op plaatsen waar een restant van het bovenliggende hardere gesteente achterblijft. Het zachtere gesteente in de omgeving erodeert steeds dieper weg waardoor op de plaats met het restant harder gesteente uiteindelijk een piramide- of pijlerachtige vorm kan ontstaan. Het blok hard gesteente op zo'n pilaar kan daarbij los komen te liggen en er na verloop van tijd af vallen waarna het restant van het zachtere gesteente door voortgaande erosie verdwijnt.

## Lijst
Wereldwijd zijn er 25 landen met bekende aardpiramides. Bekende aardpiramiden zijn de aardpiramiden van Euseigne in Wallis, Zwitserland en de hoodoos in Noord-Amerika op het Colorado Plateau en in de Badlands.
- Aardpiramide van Euseigne
- Shillin China
- Sao Din Thailand
- Zanskar India
- K'gari (Fraser Island) Australië
- Hawke's Bay Nieuw-Zeeland
- San Juan Argentinië
- La Paz Bolivia
- Mérida Venezuela
- Bryce Canyon National Park Noord-Amerika
- Drumheller Canada
- Tudela Spanje
- Languedoc-Roussillion Frankrijk
- Val d'Hérens Zwitserland
- Aardpiramiden van Ritten in Ritten, Italië[2]
- Zone Italië
- Landkreis Annaberg Duitsland
- Islelsberg Oostenrijk
- Pirin Mountains Bulgarije
- Đavolja Varoš Servië
- Kursumlija Servië
- Potamida Griekenland
- Anatolië Turkije
- Kandovan Iran
- Iringa Tanzania
- Ankarana Plateau Madagaskar
- Rondane nasjonalpark Noorwegen